# Manichendur, Turuvekere
Manichendur là một làng thuộc tehsil Turuvekere, huyện Tumkur, bang Karnataka, Ấn Độ.